# Kamil Bogusz
Kamil Krzysztof Bogusz (ur. 25 lipca 1988 r. w Chrzanowie) – dyrektor Muzeum w Chrzanowie, polski historyk, samorządowiec, społecznik.

## Życiorys
Absolwent Wydziału Historii i Dziedzictwa Kulturowego Uniwersytetu Papieskiego Jana Pawła II w Krakowie, gdzie obecnie kontynuuje studia w Szkole Doktorskiej UPJPII. W latach 2010-2015 był pracownikiem merytorycznym (asystent muzealny) w Muzeum w Chrzanowie. W latach 2015-2019 pracował w Teatrze Łaźnia Nowa w Krakowie. Jako Radny Rady Miejskiej w Chrzanowie (2014-2018) podczas prac Komisji Kultury podejmował wiele spraw mających na celu zachowanie lub zabezpieczenie zabytków w Gminie Chrzanów. W 2018 r. otrzymał legitymację Społecznego Opiekuna Zabytków Powiatu Chrzanowskiego.  W 2014 r. został wybrany Radnym Rady Miejskiej w Chrzanowie, z okręgu 10, jako bezpartyjny kandydat. W Radzie Miejskiej w Chrzanowie kierował pracami Komisji Kultury Sportu i Rekreacji.
Pomysłodawca i koordynator projektu "Chrzanowski cmentarz, skarbiec pamięci" w latach 2013-2015. Współpracował podczas tworzenia Corpus Vitrearum w zakresie dotyczącym kościoła pw. św. Mikołaja w Chrzanowie. Zaangażowany w przywrócenie do świadomości mieszkańców cmentarza wojennego z I Wojny Światowej nr 445 w Chrzanowie, jak i opracowania historii kaplicy zamkowej zamku Tenczyn.
Należy do "Liderów Dialogu Polsko-Żydowskiego", przy Forum Dialogu w Warszawie.
W dniu 27 listopada 2019 r. został dyrektorem Muzeum w Chrzanowie im. Ireny i Mieczysława Mazarakich.

## Publikacje
- Historia wodociągów chrzanowskich, Chrzanów 2020, ss. 264[8].
- Odkrycia badawcze z zakresu archeologii chrześcijańskiej w listach pasterskich i dziełach abp. Józefa Bilczewskiego, [w:] Starożytność chrześcijańska. Materiały zebrane, red. Józef Cezary Kałużny, t. 4, Kraków 2016, s. 83–102.[9]
- Ocalić od zapomnienia. 80 lat Szpitala Powiatowego w Chrzanowie, red. Kamil Bogusz, Ewa Potocka; aut. części historycznej, aut. prac zbiorowych Kamil Bogusz et al., Chrzanów 2013, ss.298.
- ...Od Jedynki do Jedynki...  Wydawnictwo Jubileuszowe, [redaktor tekstu: Małgorzata Dziuba, Katarzyna Tęczar, Anna Mrowiec ; tekst szkicu historycznego do roku 1945: Kamil Bogusz ; tekst szkicu historycznego po roku 1945: Kamil Bogusz, Małgorzata Dziuba, Danuta Kielar, Anna Wawrzyniak], Chrzanów 2013, ss. 118.
- Życiorys naukowy archeologa Giovanniego Battisty de Rossiego (1822–1894) w świetle wspomnień jego ucznia, św. abp. Józefa Bilczewskiego, [w:] Starożytność chrześcijańska, red. Józef Cezary Kałużny, t. 3. Kraków 2012.
- Via altarium Dei. Historia zapomnianych ołtarzy z kościoła św. Mikołaja w Chrzanowie, [w:] Dziedzictwo kulturowe i przyrodnicze ziemi chrzanowskiej. Materiały z sesji popularno-naukowej zorganizowanej z okazji 50. lecia Muzeum w Chrzanowie, Chrzanów 2011.